# Mario Markic
Mario Gregorio Markic (Río Gallegos, Provincia de Santa Cruz, Argentina, 16 de agosto de 1953) es un político, periodista, conductor y escritor argentino. Entre sus publicaciones se encuentran Cuadernos del camino y Patagonia de puño y letra, además fue el conductor de En el Camino emitido por la señal de cable Todo Noticias.

## Carrera profesional
De 1979 hasta 1988, trabajó en las revistas Somos, Gente, Siete Días y La Semana. 
En 1988, debuta en televisión en el noticiero “Teledos Informa”.
Entre 1989 y 1992, fue secretario de redacción de la sección política de la revista “Noticias”.
En 1992, fue convocado para trabajar en informes especiales para “Telenoche”, noticiero central de Canal 13. Está desde el primer día de transmisión del canal por cable en Todo Noticias; el 1 de junio de 1993; donde condujo el programa Cazador de Historias.
Luego desde 1996 hasta la fecha, conduce el programa documental “En el camino”, por la señal de cable Todo Noticias.
En 2002, se sumó al equipo del programa “Telenoche Investiga”.
En el año 2000, publicó (en colaboración) el libro “Puro Periodismo”, de Editorial Belgrano.
En 2005, publicó “Cuadernos del Camino” (Editorial Marea).
En 2009, fue publicado su libro titulado “Patagonia de puño y letra, aventuras reales en el fin del mundo” (Editorial Sudamericana). 
En 2013, publicó  “Misteriosa Argentina” (Editorial El Ateneo).
Desde 1997, es profesor titular de la carrera de Comunicación Social en la Universidad de Belgrano, donde enseña radio y televisión.
Fue enviado especial para cubrir la Guerra de las Malvinas en 1982 y la guerra entre Ecuador y Perú.
Cubrió los mundiales de España en 1982 y Francia en 1998.
Cubrió elecciones en México y Perú y golpes de Estado en Guatemala y Venezuela y el 50° aniversario del desembarco aliado en las playas de Normandía (Francia) en 1994.
Fue enviado dos veces al Amazonas y a la Antártida donde condujo la primera trasmisión en directo el 13 de junio de 1996 —desde la Base Marambio— en la historia de la televisión.
Viajó cuatro veces a Cuba en misiones periodísticas para cubrir la huida de los balseros a Miami y los funerales del Che Guevara.
El 23 y 24 de enero de 1989, cubrió la toma del regimiento de La Tablada por parte del grupo guerrillero “Movimiento Todos por la Patria” —donde fue guionista de un programa especial para Teledos— y el alzamiento carapintada de Villa Martelli.
En 2012, cubrió el terremoto en Chile y en 2014, la detención del Chapo Guzmán, el narcotraficante más buscado del mundo (en 1995 había cubierto en Medellín la muerte de Pablo Escobar Gaviria).
En marzo de 2015, pasó una semana en las Islas Malvinas donde realizó un documental para el canal TN. 
En mayo de  2011 recibió la máxima distinción de la Cámara de Senadores de la Nación, la Mención de Honor, "en reconocimiento a su obra, destinada a mejorar la calidad de vida de sus semejantes".
En octubre de 2015 recibió por parte de la Legislatura de la Ciudad de Buenos Aires la distinción de "Personalidad destacada de la Cultura".
En noviembre de 2015, la ciudad de La Falda, Córdoba, lo distinguió como "Ciudadano destacado de la Cultura".
En abril de 2017 fue declarado "Ciudadano Ilustre" por el Honorable Concejo Deliberante de Río Gallegos, su ciudad natal.
Por su trabajo profesional conoce la mayoría de los países de Latinoamérica y todas las provincias argentinas.
En abril de 2021 comenzó a conducir junto a su colega de canal TN, Ricardo Canaletti, el programa "Historias para no dormir".

En 2023 se postula como candidato a gobernador de Santa Cruz por el Pro, contándose como antecedentes de trayectorias similares en el periodismo como Luis Otero, Carolina Losada, Marcelo Lewandowski y la fallecida Débora Pérez Volpin.
1. 1 2  «El Messidor, visto por "En el camino"». La Mañana Neuquén. Consultado el 21 de mayo de 2011.
2. 1 2  «Aventuras en la Patagonia». Perfil.com. Consultado el 10 de octubre de 2011.
3. 1 2  «Cuadernos del camino». Clarín. Archivado desde el original el 29 de noviembre de 2010. Consultado el 1 de noviembre de 2011.
4. ↑  «La Patagonia de Mario Markic». Facebook. Consultado el 22 de mayo de 2011.
5. ↑  «Biografía». Clarín. Consultado el 21 de abril de 2012.
6. ↑  «El periodista Mario Markic se suma al PRO y será candidato a gobernador en Santa Cruz. En las elecciones,el 13 de agosto, formó parte del bloque "Por Santa Cruz" que gano las elecciones y consagro al dirigente petroleo de origen peronista Claudio Vidal como gobernador de una provincia gobernada desde 1991 por el kirchnerismo y su familia.Markic --que solo hizo cinco meses de campaña,en la cual recorrió 23 mil kilometros a lo largo y ancho de una provincia que es tan grande como Italia--aportó parte de los votos que lograron encumbrar a Vidal a la gobernación.». La Política Online. Consultado el 10 de marzo de 2023.

Formó parte de Telenoche, con su programa “En el camino”, escribió regularmente en diarios y revistas, y condujo en FM 90.9, la Radio de la Universidad de Belgrano “Viaje por el país de los argentinos”.

## Vida privada
Markic es hincha de Independiente, le gusta leer, jugar al golf y los automóviles antiguos (es dueño de un Studebaker Silver Hawk V8 cupé  de 1957).
En 2011, recibió  el Premio Martín Fierro en la categoría Mejor labor periodística masculina por su trabajo en Telenoche.

## Premios y nominaciones

### Premios Martín Fierro
| Año  | Categoría                          | Trabajo Nominado | Resultado |
| ---- | ---------------------------------- | ---------------- | --------- |
| 2011 | Mejor labor periodística masculina | Telenoche        | Ganador   |

### Premios Martín Fierro de Cable
| Año  | Categoría                         | Trabajo Nominado | Resultado |
| ---- | --------------------------------- | ---------------- | --------- |
| 1999 | Mejor conducción masculina        | En el camino     | Ganador   |
| 2001 | Mejor Producción Integral         | En el camino     | Nominado  |
| 2001 | Mejor Documental                  | En el camino     | Nominado  |
| 2001 | Mejor conducción masculina        | En el camino     | Ganador   |
| 2010 | Mejor programa de interés general | En el camino     | Ganador   |
| 2011 | Mejor programa de interés general | En el camino     | Nominado  |
| 2012 | Mejor programa de interés general | En el camino     | Ganador   |
| 2014 | Mejor programa de interés general | En el camino     | Nominado  |
| 2015 | Mejor programa de interés general | En el camino     | Ganador   |
| 2015 | Martín Fierro de Oro              | En el camino     | Ganador   |

### Premios Tato
| Año  | Categoría                         | Trabajo Nominado | Resultado |
| ---- | --------------------------------- | ---------------- | --------- |
| 2017 | Mejor Programa Cultural por Cable | En el camino     | Ganador   |

### Premios Konex
| Año  | Disciplina | Resultado         |
| ---- | ---------- | ----------------- |
| 2017 | Televisiva | Diploma al Mérito |